# Jorgosz Anculasz
Jorgosz Anculasz (görög betűkkel: Γεώργιος Αντζουλάς; Trípoli, 2000. február 4. –) többszörös görög utánpótlás-válogatott labdarúgó, a Helsingin JK játékosa, védő.

## Pályafutása

### Klubcsapatokban
2018. január 11-én mutatkozott be az Asztérasz Trípolisz felnőtt csapatában az Atrómitosz elleni kupa mérkőzésen. Július 28-án kölcsönbe került a Fiorentina csapatához 2 millió eurós vételi opcióval. 2019 februárjában felkerült a felnőtt csapatban, miután az utánpótlás csapatokban meggyőző teljesítményt nyújtott. 2021. február 1-jén a Cosenza Calcio csapatához került kölcsönbe. Július 5-én az Asztérasz Trípolisz 2024 nyaráig meghosszabbította a szerződését. 2023 január végén a magyar Újpest szerződtette. Május 6-án szerezte az első NB I-es gólját a Vasas elleni hazai bajnoki mérkőzésen. 2024 nyarán távozott Újpestről. 2024. július 18-án Helsinkibe igazolt.

### A válogatottban
Többszörös korosztályos válogatott.

## Sikerei, díjai
Fiorentina Primavera
- Coppa Italia Primavera győztes: 2018–19